# 韓奇
韓奇（Kevin Han，1972年11月25日—），上海人，華裔美籍男子羽毛球運動員，17歲移民美國並於5年後成為美國公民，三度代表美國參加夏季奧林匹克運動會羽毛球比賽（1996年、2000年、2004年），泛美運動會男子單打（1999年）及男子雙打（2003年）金牌，7度代表美國出戰湯姆斯盃，13度獲得美國全國羽球錦標賽冠軍（7次男單、6次男雙）。2004年退役，曾在美國奧林匹克委員會工作，現為NBA中國商業事務部副總裁。
韓奇畢業於科羅拉多大學科羅拉多泉分校，2008年取得里吉斯大學的碩士學位。

## 選手生涯
韓奇出身於中國上海，自幼父母即離異，父親在他9歲時移民美國，11歲時在母親的鞭策下開始學習羽毛球，17歲時已在全國青少年比賽取得第六名。1989年，韓奇為了能夠完成參加奧運會的夢想，而在父親的幫助下辦好簽證前往美國紐約，卻發現羽毛球在美國並不受歡迎而沒有機會打球且因為父親沒有固定收入，連英文都不會說的韓奇最後只能在當地一間名為「台北（Taipei）」的中餐館洗碗盤賺取每個月700美金的生活費兼資助父親的生活。
韓奇在前往美國一年半之後認識一位來自上海的同鄉，在他的幫助下於一間羽毛球俱樂部找到工作，使韓奇能夠重新開始打球。重回球場後，韓奇開始贏得一些地區性賽事並獲得美國羽毛球協會的關注，之後在羽協官員的幫助下前往位於密西根州的美國奧林匹克教育中心（U.S. Olympic Education Center），同時在馬凱特大學學習電腦課程以及開始提升他在國內的羽球排名。
1994年，韓奇正式取得美國公民身分，而在該年他贏得生涯第一座美國全國羽毛球錦標賽男子單打冠軍，並獲頒「美國年度羽毛球運動員」稱號。1995年他轉往位於科羅拉多泉的美國奧林匹克訓練中心（U.S. Olympic Training Center）訓練。同年，韓奇在1995年泛美運動會羽毛球比賽獲得男子單打銅牌及男子雙打銀牌。1996年，首次代表美國參加奧運會羽毛球比賽，最終在男子單打第一輪敗於英國的彼得·克諾爾斯。1999年，韓奇在加拿大溫尼伯舉辦的1999年泛美運動會羽毛球比賽男子單打項目贏得金牌。
韓奇在2000年9月舉辦的雪梨奧運會出戰羽毛球比賽男子單打項目。他在首輪輪空並在第二輪擊敗加拿大的邁克·貝雷斯，最終於第三輪敗於成為當屆金牌得主的中國代表吉新鵬。2002年，韓奇轉往加利福尼亞州橙縣的橙縣羽毛球俱樂部進行訓練。在2003年泛美運動會羽毛球比賽，他與白國豪最終在男子雙打項目贏得金牌。
2004年8月，韓奇第三次代表美國前往希臘雅典參加2004年夏季奧林匹克運動會羽毛球比賽。他與搭檔白國豪在男子雙打比賽首輪以2比0（15-4、15-1）擊敗南非的斯圖亞特·卡森/多利安·蘭斯·詹姆斯，但在第二輪時即以0比2（6-15、4-15）不敵丹麥的延斯·埃里克森/馬丁·倫加德·漢森，止步16強。

## 退役之後
韓奇於2004年雅典奧運會結束退役後，在美國奧林匹克委員會工作，管理籃球、羽毛球、網球等12項運動。由於韓奇來自中國，加上時值2008年北京奧運會週期，因此美國奧委會讓他負責當時美國奧運代表團的籌備工作，在2006年至2008年間往返中美兩國，他也因為這段時間的貢獻而在2008年獲頒美國奧委會頒發的「年度最佳員工獎」。在往返中美兩地時，韓奇偶然之下接觸到NBA在中國的辦事處，而萌生希望能以他在這方面專業知識幫助NBA在中國發展的想法。韓奇在NBA中國工作後，為青少年賽事到職業聯賽的相關項目開發了一套完整的專業知識庫，以及建立全國和地區之間互通的主管機關、運動員、教練及陪練員資料庫，並發展相對的基層工作。

## 個人生活
韓奇定居於科羅拉多泉之後，就讀於科羅拉多大學科羅拉多泉分校，並取得工商管理學士學位。畢業之後，他分別在科羅拉多泉的世界通訊和電子數據系統從事系統分析與企業自動化解決方案（Enterprise Automated Solutions）的工作。2002年轉移至加州橙縣的橙縣羽毛球俱樂部進行訓練後，他透過一間家庭用品零售商家得寶（Home Depot）提供的奧運就業計畫（Olympic Job Opportunity Program）替該公司提供電腦方面的技術支援，由於工作時間較為彈性，使得韓奇能夠在工作之餘進行羽毛球訓練。在美國奧委會工作期間，韓奇則在里吉斯大學攻讀國際業務工商管理研究所，於2008年取得碩士學位。
韓奇的妻子史晓慧是出生於杭州並移民至美國的前中國國家隊隊員，曾在1997年贏得美國全國羽毛球錦標賽女子單打冠軍，兩人育有一子一女。

## 主要比賽成績

### 奧運會和世錦賽參賽紀錄
|          | 搭檔   | 2004 |
| -------- | ------ | ---- |
| 男子雙打 | 白国豪 | 16強 |

## 外部連結
- 韓奇的新浪微博